# Sjosjenq I
Sjosjenq I was farao van het Oude Egypte en stichter van de 22e dynastie. Waarschijnlijk regeerde hij van 945-924 v.Chr. Hij was een zoon van Libyco-Berberse immigranten (de Ma of Mesjwesj), die zich in Herakleopolis Magna gevestigd hadden en was hun hoofdman.
Sjosjenq I had een glansrijke carrière. Voor zijn koningschap was hij zowel opperbevelhebber van het leger als de belangrijkste adviseur van zijn voorganger, Psusennes II, en was zijn zoon Osorkon I getrouwd met Maatkare, de dochter van
Psusennes II. Hierdoor werd Sjosjenq I troonopvolger en werd in 945 v.Chr. koning.
Sjosjenq I versterkte een aantal plaatsen in midden Egypte, mogelijk om meer grip op het zuiden te krijgen. In één van die plaatsen, El-Hiba, bouwde hij een tempel die later door Osorkon I vergroot zou worden. De regering van Sjosjenq luidde een periode van versterking van het centrale gezag in, die tot en met de regering van Osorkon II zou duren. Toen hij eenmaal farao was, zorgde hij ervoor dat hij steviger in het zadel kwam te zitten, door diverse verbonden te sluiten en zijn zoon Iuput zowel hogepriester van Amon als opperbevelhebber van het leger te maken. Hoewel de priesters van Amon, die het zuiden goeddeels beheersten, hem trachtten af te doen als een vreemde eend in de bijt, moesten zij toch aanvaarden dat hij zijn familieleden op belangrijke posten in de priesterschap benoemde. Ook zijn bemoeienissen met de Kharga-oase in het zuiden - hij verbeterde de wegen die ernaartoe leidden - moeten gezien worden als een vergroting van de koninklijke invloed op het zuiden. Met een expeditie naar de koninkrijken Juda en Israël herstelde hij in zekere mate de internationale positie van Egypte die sinds de dagen van Ramses III danig verzwakt was. Hij liet een stele achter in Israël, bij Tel Megiddo. Hij herstelde de betrekkingen met Byblos. Deze stad had lange tijd een belangrijke functie als handelscentrum voor Egypte vervuld. Koning Abibaal richtte er van Sjosjenq I een standbeeld op de tempel van de godin Baalat-Gebal.

## Sjosjenq I en de Israëlieten
Sjosjenq wordt vaak geïdentificeerd met de Egyptische koning Shishak of Sisak (Hebreeuws: שׁישׁק, Šîšaq) uit de Hebreeuwse Bijbel, die volgens het verhaal asiel verleende aan Jerobeam I (1 Koningen 11:40) en een veldtocht organiseerde naar het koninkrijk Juda (1 Koningen 14:25). Hij veroverde een aantal steden, waaronder Jeruzalem, waar de Tempel van Salomo en het Koninklijk Paleis van Salomo werden geplunderd (2 Kronieken 12:2-9).